# Renske Endel
Renske Endel (* 13. Juli 1983 in Noord-Scharwoude) ist eine ehemalige niederländische Kunstturnerin. 
Im Alter von fünf Jahren begann sie ihre sportlichen Aktivitäten beim „Sportverein D.V.V., gymvereniging D.V.V. (Door Vlugheid Vooruit)“ in Noord-Scharwoude. Sie gewann die Silbermedaille am Stufenbarren an den Turn-Weltmeisterschaften 2001 in Gent, sie war damit die erste Niederländerin, die seit dem Jahre 1903 eine Medaille bei den Weltmeisterschaften gewann. Überhaupt trat sie in den Jahren 2001 und 2002 mit ihren stärksten sportlichen Leitungen in Erscheinung, sie wurde Vizewelt- und Europameister auf den Stufenbarren. 
Ihr damaliger Trainer Frank Louter stand wegen seiner Trainingsmethoden bzw. seines Umgangs mit seinen Schutzbefohlenen, zu ihnen gehörte neben Endel noch die Turnerinnen Verona van de Leur, Suzanne Harmes und Gabriëlla Wammes, nicht ohne öffentliche Aufmerksamkeit und Diskussion; so standen der Vorwurf des emotionalen Missbrauchs und körperliche Züchtigungen im Raume.
In der Tageszeitung „Algemeen Dagblad“ und in der Zeitschrift „Helden“ werden die Vorwürfe von den vier niederländischen Spitzensportlerinnen ausgesprochen.
Wegen Verletzung war sie nicht in der Lage an der Auswahl für die Olympischen Spiele 2004 in Athen teilzunehmen, worauf sie sich kurze Zeit später aus dem Leistungssport verabschiedete.
Bei den Europameisterschaften 2002 in Patras holte das niederländische Team Silber hinter Russland.
Endel studierte Ernährungswissenschaften und Diätetik. Endel arbeitet seit dem Jahre 2005 als Motivationstrainerin und Akrobatin bei „Corpus Acrobatic Theatre“ in Amsterdam.